# Loren Bommelyn
Loren Bommelyn es un indio tolowa que vive en la Ranchería Smith (California), donde ha sido miembro del Consejo Tribal, así como líder y consejero espiritual. También es maestro de lengua tolowa, cantante de canciones tradicionales, cestero, maestro de ceremonias, y ha escrito el libro Now You're Speaking Tolowa y los artículos The Evolution of De-Transitive Voice in Tolowa Athabaskan (2000).